# لينا النابلسي
لينا حسن مصباح محمود النابلسي (1959 - 1976) هي فتاةٌ فلسطينية وُلدت عام 1959 في مدينة نابلس، حيثُ قتلها الجنود الإسرائيليون خلال تظاهرةٍ جرت في المدينة بتاريخ 16 أيار 1976.

## حياتها
ولدت لينا نابلسي عام 1959 في نابلس. كانت معروفة بحبها للكتابة والتطريز والتمثيل المسرحي باللغة الإنجيزية، وذلك باعتبار أن والدتها كانت تُدرس اللغة الإنجليزية، كما كانت ناشطة في العمل السياسي وشاركت في التظاهرات التي عمت الأرض المحتلة عام 1976

## وفاتها
في 16 أيار من شاركت في طريق عودتها من المدرسة في التظاهرات في المدينة حيث كان هناك هناك إطلاق نار ورمي حجارة. اختبأت لينا في ورشة أحد الحدادين إلى أن هدأت الأوضاع، ثم حاولت التوجه إلى منزل صديقتها. في هذه الأثناء تعقبها جندي إسرائيلي وأطلق الرصاص عليها فأصابها في الوريد الأيمن مما أدى إلى استشهادها فورًا. كانت لينا ثاني شهيدات نابلس بعد حرب 1967 وذلك بعد شادية أبو غزالة، التي ارتقت أثناء إعداد عبوة ناسفة عام 1968.

## لينا النابلسي في الثقافة الوطنية الفلسطينية
خَلدَ ذكراها العديد من الأدباء والفنانين والمغنيين وذلك لتأثر العديد بوفاتها ومنهم:
1. لينا لؤلؤة حمراء للفنان المصري الشيخ إمام كلمات فدوى طوقان
2. يا نبض الضفة للفنان أحمد قعبور كلمات حسن ظاهر
3. أغنية جسر عودتكم لطبيبين مصريين أهدوها للينا النابلسي
4. رسمها الفنان الفلسطيني سليمان منصور بعد ان صادرت إسرائيل صورتها الحقيقية وهي مضرجة بالدماء

## وصلات خارجية
- لوحة تُظهر لينا مضرجة بدمائها، مدونات مكتوب.